# Birkás Balázs
Birkás Balázs (Szeged, 1996. április 12. –) magyar világ- és Európa-bajnok kajakozó.

## Sportpályafutása
A Vasas SC versenyzője.
2013-ban, 17 évesen lett világbajnok a kanadai Wellandban rendezett ifjúsági és U23-as világbajnokságon. A 2015-ös Portugáliában rendezett U23-as és ifjúsági világbajnokságon bronz érmet szerzett az egyesek kétszáz méteres versenyszámában, majd 2016-ban a minszki világbajnokságon ugyanebben a számban világbajnok lett.
A felnőttek mezőnyében a 2017-es Európa-bajnokságon és a račicei világbajnokságon is aranyérmet szerzett K2 200 méteren Balaska Márk párjaként. A 2018-as Európa-bajnokságon bronzérmesek, 2018-as gyorsasági kajak-kenu világbajnokságon címüket megvédve újból aranyérmesek lettek.
A 2019. évi Európa-játékokon K1 200 méteren ezüstérmet szerzett.